# パリアーラ
パリアーラ（イタリア語: Pagliara）は、イタリア共和国シチリア州メッシーナ県にある、人口約1,100人の基礎自治体（コムーネ）。

## 地理

### 位置・広がり
メッシーナ県東部のコムーネ。県都メッシーナから南西へ29kmの距離にある。

#### 隣接コムーネ
隣接するコムーネは以下の通り。
- フルチ・シークロ
- マンダニーチ
- ロッカルメーラ
- サンタ・ルチーア・デル・メーラ